# Scleropages jardinii
A Scleropages jardinii a sugarasúszójú halak (Actinopterygii) osztályának elefánthalak (Osteoglossiformes) rendjébe, ezen belül a csontosnyelvűek (Osteoglossidae) családjába tartozó faj.

## Előfordulása
A Scleropages jardinii előfordulási területe Délkelet-Ázsia, Észak-Ausztrália és Pápua Új-Guinea középső és déli részei.

## Megjelenése
Általában 55 centiméter hosszú, de 45 centiméteresen már felnőttnek számít; legfeljebb 100 centiméter hosszú lehet. A hátúszóján 20-24 sugár, míg a farok alatti úszóján 28-32 sugár van. Beszámolók szerint 12,27 kilogrammos is lehet.

## Életmódja
Trópusi és édesvízi hal, mely a 15 °C-os vizeket kedveli. A mocsarakban is megél. Magányos hal, mely csak az ivási időszak alatt keres társat. Az állat rovarokkal, rákokkal, kisebb halakkal, békákkal és növényekkel táplálkozik.

## Szaporodása
A megtermékenyített ikrákat a nőstény költi a szájában. Az ivadék, körülbelül egy-két hét múlva kel ki az ikrából, de még 4-5 hétig az anyja szájában marad, a szikzacskójából táplálkozva. 3,5-4 centiméteresen válik önállóvá.

## Felhasználása
A Scleropages jardiniinak ipari mértékű a halászata, de tenyésztik is. Akváriumokban és a sporthorgászok körében közkedvelt. Az elterjedési területén, sokfelé fogyasszák.